# Bugle (Cornouailles)
 (mars 2024).
Pour les articles homonymes, voir Bugle (homonymie).
Bugle est un village des Cornouailles, en Angleterre. Le village fait partie de la paroisse civile de Treverbyn.